# Вілл і Грейс
«Вілл і Грейс» (англ. Will & Grace) — американський комедійний телесеріал-ситком, сюжет якого заснований на стосунках та подіях у житті чотирьох друзів із Нью-Йорка. Прем'єра серіалу відбулася 21 вересня 1998 року на телеканалі NBC. Більшість епізодів і сцен серіалу знімали в павільйоні CBS Studio Center перед глядачами.
Головні герої серіалу: адвокат-гей Вілл Трумен, його подруга, власниця дизайнерської фірми Грейс Адлер, багата світська левиця Карен Вокер, яка вирішила працювати на Грейс, та безробітний актор Джек Макфарленд.
Телесеріал «Вілл і Грейс» — друге за популярністю (після «Друзів») телешоу Америки, «Вілл і Грейс» — неодноразовий лауреат престижних премій «Еммі» та «Золотий глобус».

## Список епізодів
| Сезон | Епізоди | Початок прем'єрного показу | Завершення прем'єрного показу |
| ----- | ------- | -------------------------- | ----------------------------- |
| 1     | 22      | 21 вересня 1998            | 13 травня 1999                |
| 2     | 24      | 21 вересня 1999            | 23 травня 2000                |
| 3     | 25      | 12 жовтня 2000             | 17 травня 2001                |
| 4     | 27      | 27 вересня 2001            | 16 травня 2002                |
| 5     | 24      | 26 вересня 2002            | 15 травня 2003                |
| 6     | 24      | 25 вересня 2003            | 29 квітня 2004                |
| 7     | 24      | 16 вересня 2004            | 19 травня 2005                |
| 8     | 24      | 29 вересня 2005            | 18 травня 2006                |
| 9     | 16      | 28 вересня 2017            | 5 квітня 2018                 |
| 10    | нв      | 4 жовтня 2018              | нв                            |
| 11    | нв      | осінь 2019                 | нв                            |